# 小泉恵美
小泉 恵美（こいずみ えみ、1964年8月24日 - ）は、三重県出身の元女優。

## 人物・来歴
- お茶の水女子大学卒業。

- 1980年代にテレビドラマを中心に活躍した[要出典]。

- 現在は、芸能界を引退している。

## 主な出演作品

### テレビドラマ
- 「赤かぶ検事奮戦記IV」（1985年11月15日〜1986年1月31日）‐ 準レギュラー・検察庁秘書 役